# (23289) Naruhirata
(23289) Naruhirata est un astéroïde de la ceinture principale.

## Description
(23289) Naruhirata est un astéroïde de la ceinture principale. Il fut découvert le 29 décembre 2000 à la station Anderson Mesa par le programme LONEOS. Il présente une orbite caractérisée par un demi-grand axe de 2,34 UA, une excentricité de 0,17 et une inclinaison de 5,5° par rapport à l'écliptique.

## Compléments